# Guy Laporte
Guy Laporte (Beaufort, 15 dicembre 1952 – Tolosa, 28 gennaio 2022) fu un giocatore e allenatore francese di rugby a 15, divenuto successivamente dirigente sportivo.
Mediano d'apertura, fu parte della squadra francese che conquistò il Grande Slam nel Cinque Nazioni 1981 e il secondo posto alla Coppa del Mondo di rugby 1987 in Nuova Zelanda.

## Biografia
Cresciuto nel SC Rieumois, squadra di Rieumes (Alta Garonna) con cui vinse nel 1972 il titolo di campione di Francia di terza divisione, militò successivamente a Graulhet per 16 stagioni; in tale squadra raggiunse il suo massimo risultato domestico nel 1986, la semifinale di campionato persa contro il Tolosa.
In nazionale francese esordì nel corso del Cinque Nazioni 1981 che la Francia vinse con il Grande Slam grazie anche alla sua abilità al piede: a Dublino contro l'Irlanda marcò 12 punti (due calci piazzati e due drop); andò a segno anche contro Galles e Inghilterra, quest'ultima decisiva per la conquista a punteggio pieno del torneo.
Guy Laporte scese in campo in un'altra edizione del torneo, quella del 1986, anch'esso vinto dalla Francia sebbene, in tale occasione, a pari merito (con la Scozia).
Fece anche parte della squadra che giunse fino alla finale della Coppa del Mondo di rugby 1987, torneo nel quale disputò il suo ultimo incontro internazionale, contro Figi.
Dopo il ritiro dall'attività agonistica, avvenuto nel 1988 dopo 206 incontri e 1793 punti per Graulhet, Laporte divenne dirigente ed entrò a far parte del comitato esecutivo della Fédération Française de Rugby, della quale fu anche vicepresidente; nel 1992 fu, per un brevissimo periodo, a capo di un comitato di selezionatori della Francia, durante la gestione di Pierre Berbizier; successivamente fu manager e allenatore del Castres.
Nel 1995 gli fu conferita la Legion d'onore per i suoi contributi allo sport.
Fu, inoltre, delegato per la FFR al rugby di alto livello e membro del comitato direttivo regionale della Federazione per il Midi-Pirenei.
È morto il 28 gennaio 2022 a 69 anni  all'ospedale Rangueil di Tolosa, dove era stato ricoverato d'urgenza a seguito di un infarto cardiaco.